# Tove Ditlevsen
Tove Irma Margit Ditlevsen (Copenaghen, 14 dicembre 1917 – Copenaghen, 7 marzo 1976) è stata una scrittrice e poetessa danese.

## Biografia
Nata nel 1917 a Copenaghen da Ditlev Ditlevsen e Alfrida Mundus, genitori d'estrazione operaia, ha iniziato a mostrare interesse per la letteratura e a scrivere poesie fin da bambina, diventando una delle scrittrici working class più conosciute in Danimarca.
Ha pubblicato la sua prima poesia, Til mit døde barn, nel 1937 sulla rivista "Vild Hvede" (diretta dal futuro marito Viggo Frederik Møller) mentre la sua prima raccolta di liriche, Pigesind, è uscita due anni dopo. 
Nel corso della sua carriera ha dato alle stampe numerose opere tra romanzi, raccolte di racconti e di poesie, saggi e libri per ragazzi che, unite a una vita travagliata contraddistinta da numerosi matrimoni e alcune dipendenze, l'hanno resa tra le scrittrici più celebri e controverse in Danimarca.
Si è suicidata nel 1976 all'età di 58 anni dopo aver sofferto per molti anni di depressione.
Ha ricevuto attenzione internazionale solo dopo la morte, con la traduzione in inglese delle sue opere autobiografiche (quali la trilogia di Copenaghen) che anticipano secondo la critica il genere dell'autofiction.

## Opere

### Romanzi
- Man gjorde et barn fortræd (1941)
- Barndommens gade (1943)
- For Barnets Skyld (1946)
- Vi har kun hinanden (1954)
- To som elsker hinanden (1960)
- Ansigterne (1968)
- Vilhelms værelse (1975)

### Raccolte di poesie
- Pigesind (1939)
- Slangen i Paradiset (1939)
- De evige tre (1942)
- Lille Verden (1942)
- Blinkende Lygter (1947)
- Jalousi (1955)
- Der bor en pige (1955)
- Kvindesind (1955)
- Den hemmelige rude (1961)
- De voksne (1969)
- Det runde værelse (1973)
- Til en lille pige (1978)

### Raccolte di racconti
- Den fulde Frihed (1944)
- Det første møde (1944)
- Dommeren (1948)
- Tårer (1948)
- En flink dreng (1952)
- Paraplyen (1952)
- Nattens dronning (1952)
- Den onde lykke (1963)
- Dolken (1963)

### Libri per ragazzi
- Annelise - 13 år (1958)
- Hvad nu Annelise? (1960)

### Memoir
- Flugten fra opvasken (1959)
- Det tidlige forår (1969)
- Min første kærlighed (1973)
- Tove Ditlevsen om sig selv (1975)

#### Trilogia di Copenaghen
- Infanzia (Barndom, 1967), Roma, Fazi, 2022 traduzione di Alessandro Storti ISBN 978-88-93258-68-5.
- Gioventù (Ungdom, 1967), Roma, Fazi, 2022 traduzione di Alessandro Storti ISBN 9791259672193.
- Dipendenza (Gift, 1971), Roma, Fazi, 2023 traduzione di Alessandro Storti ISBN 9791259672186.

### Saggi
- Parenteser (1973)
- Min nekrolog og andre skumle tanker (1973)

### Epistolario
- Kærlig hilsen, Tove - Breve til en forlægger (2019)

## Premi e riconoscimenti

### Vincitrice
De Gyldne Laurbær
- 1955 con Kvindesind